# アンハルト＝ケーテン

ハインリヒ1世の息子たちで分割された後のアンハルト侯領（1259年）

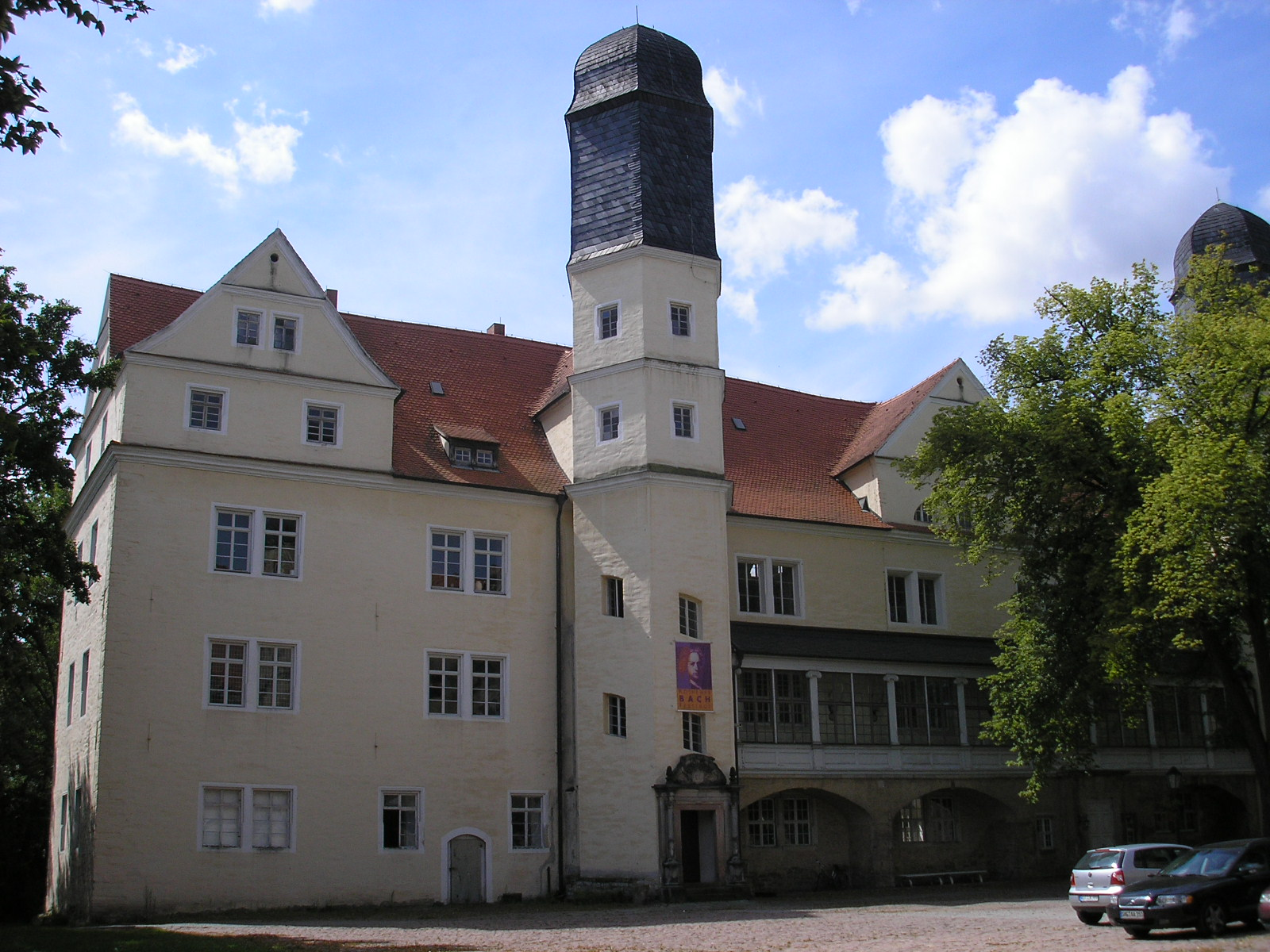
ケーテン城

アンハルト＝ケーテン侯領
Fürstentum (Herzogtum) Anhalt-Köthen (ドイツ語)

アンハルト＝ケーテン（桃色）

アンハルト＝ケーテン侯領（Anhalt-Köthen）は、アスカン家が統治していた神聖ローマ帝国の侯領の一つ。1396年にアンハルト＝ツェルプスト侯領がアンハルト＝デッサウとアンハルト＝ケーテンに分割されたときに成立した。最初に創設された侯領は1562年まで続き、その後アンハルト＝ツェルプスト侯ヨアヒム・エルンストの手に渡り、新たに成立したアンハルト侯領に統合された。
1603年にアンハルトは再び分割され、その際にアンハルト＝ケーテン侯領が再び創設された。1806年、アンハルト＝ケーテンは公領に昇格した。1847年11月23日のハインリヒの死により、アンハルト＝ケーテン系は断絶し、その領土は1853年5月22日の特許状によりアンハルト＝デッサウに統合された。今日、アンハルト＝ケーテンは、ヨハン・ゼバスティアン・バッハがアンハルト＝ケーテン侯レオポルトに仕えていた頃に、長年居を構えた地として主に知られている。

## 歴史

### アンハルト侯領の成立
アンハルト侯領は、ザクセン公ベルンハルト3世の息子ハインリヒ1世を初代の統治者として1212年に成立した。ハルツゲローデ近郊のアスカン家の祖先の本拠地であるアンハルト城にちなんで名づけられたこの侯領は、何世紀にもわたる存続の中で何度も分割を経験した。1252年にハインリヒ1世が亡くなると、息子たちは遺領を分割し、弟のジークフリート1世がデッサウやケーテンを含むアンハルト＝ツェルプストの領土を受け取った。

### 最初の成立
アンハルト＝ケーテン侯領は1396年に成立した。このとき、アンハルト＝ツェルプスト侯ヨハン2世の2人の息子が遺領を分割し、弟のアルブレヒト4世がケーテンに居を構えた。1405年に兄のアンハルト＝デッサウ侯ジークムント1世が死去すると、アルブレヒト4世はジークムント1世の未成年の息子たちの摂政も務めた。アルブレヒト4世自身も1423年に亡くなり、息子のアドルフ1世とヴァルデマール5世が跡を継いだ。ヴァルデマール5世は1436年に亡くなると、アドルフ1世は従兄弟のアンハルト＝デッサウ侯ゲオルク1世と長年にわたり対立し、最終的に1471年に両者は相続契約を締結した。ゲオルク1世は侯領の半分を手に入れ、ケーテンの領主として共同統治者となった。
アドルフ1世の弟アルブレヒト6世が1473年に侯位を継承すると、アルブレヒト6世はアンハルト＝ケーテンをゲオルク1世の息子のヴァルデマール6世およびゲオルク2世と共同統治しなければならなかった。ゲオルクジ2世はすぐにブランデンブルク選帝侯アルブレヒト・アヒレスに仕えるようになったが、ヴァルデマールは質入れされていたホイムを取り戻すことができ、ブルクシャイドゥンゲンも自らの領地に加えた。アルブレヒト6世は1475年に亡くなり、その一人息子フィリップが跡を継ぎ、はとこであるアドルフ1世の息子マグヌスとアドルフ2世が共同統治者となった。フィリップは1500年に亡くなり、はとこらは1508年に正式に退位し、ヴァルデマールの息子ヴォルフガングが侯位を継承し、唯一の統治者となった。
ヴォルフガングは1521年のアウクスブルク議会でマルティン・ルターと会談し、領土内でプロテスタントの宗教改革を実施した。神聖ローマ帝国の諸侯としては、ザクセン選帝侯フリードリヒ賢公に次いで2人目となる。また、ハプスブルク家の皇帝カール5世の政策に反対するプロテスタントのトルガウ同盟およびシュマルカルデン同盟の主要メンバーとなった。一時的に帝国アハト刑を受けたが、1552年のパッサウ条約で領地は回復された。後継者がいなかったヴォルフガングは1562年にアンハルト＝ケーテンを従兄弟の子ヨアヒム・エルンストとアンハルト＝ツェルプスト侯ベルンハルト7世に割譲した。1570年にベルンハルト7世が亡くなると、アンハルトの全領土はヨアヒム・エルンストの統治下で正式に再統一された。

### 2度目の成立
ヨアヒム・エルンストは1586年に亡くなり、その息子たちは最初は共同統治を行った。しかし、1603年、5人の息子らは再び遺領を分割し、アンハルト＝ケーテンはルートヴィヒ1世が手に入れた。この分割は1606年まで続いたが、ルートヴィヒ1世の長兄であるアンハルト＝デッサウ侯ヨハン・ゲオルク1世が正式にはすべてのアンハルト侯領の当主であり続けた。ルートヴィヒ1世は有能な統治者であった。1617年にルートヴィヒ1世は実りを結ぶ会を設立して初代会長となり、ヴォルフガング・ラトケと協力して教育改革を実施し、ケーテン城を再建させた。1650年にルートヴィヒ1世が死去したとき、その息子ヴィルヘルム・ルートヴィヒはまだ未成年で、当初はアンハルト＝プレッツカウ公アウグストが、1653年からはその息子のレープレヒトとエマヌエルが摂政を務めた。
ヴィルヘルム・ルートヴィヒと妃エリーザベト・シャルロッテの間には子供がいなかったため、1665年に死去するとレープレヒトとエマヌエルが跡を継いだ。1671年からはエマヌエルの息子エマヌエル・レープレヒトがアンハルト＝ケーテンの単独統治者となり、当初は母アンナ・エレオノーレおよびアンハルト＝デッサウ侯ヨハン・ゲオルク2世の後見下に置かれた。エマヌエル・レープレヒトは1692年に親政を開始し、ギーゼラ・アグネス・フォン・ラートと貴賤結婚を結んだ。ギーゼラ・アグネスは1694年に皇帝レオポルト1世によりニーンブルク女伯とされた。
エマヌエル・レープレヒトが1704年に亡くなると、その次男レオポルトが跡を継いだ。父親の死去時には未成年であったが、母ギーゼラ・アグネスはプロイセン王フリードリヒ1世の監督下で摂政を務めた。レオポルドは1715年に成年に達した。レオポルトは芸術の偉大な後援者であり、ケーテン宮廷楽団を創立し、1717年にはヨハン・セバスティアン・バッハを楽長として雇用した。バッハは1723年までケーテンに滞在し、そこでヴァイオリニストのクリスティアン・フェルディナント・アーベルと共演し、1721年に2番目の妻となった歌手のアンナ・マグダレーナ・ヴィルケと会っている。レオポルトは1728年に33歳で死去したが、息子がいなかったため、侯領は弟のアウグスト・ルートヴィヒが継承した。
1755年にアウグスト・ルートヴィヒが亡くなると、次男カール・ゲオルク・レープレヒトが跡を継いだ。七年戦争の間に、カール・ゲオルクは侯領に対する影響を軽減させるようつとめた。1751年にプロイセン軍に入隊し、1789年にハプスブルク帝国軍の将軍となったが、その後まもなくベオグラード包囲戦で戦死した。カール・ゲオルクの跡を息子のアウグスト・クリスティアンが継承し、1793年に消滅したアンハルト＝ツェルプスト侯領の一部を譲り受け、1806年にナポレオンにより公爵（ヘルツォーク）とされた。アンハルト＝ケーテンは1807年にドイツ連邦に加わった。アウグスト・クリスティアンは1812年に亡くなり、公位は未成年の甥ルートヴィヒ・アウグスト・カール・フリードリヒ・エミール（アウグスト・クリスティアンの弟ルートヴィヒの息子）が継承した。アンハルト＝デッサウ公レオポルト3世が摂政を務めたが、ルートヴィヒ・アウグストは1818年に16歳で後継者なく死去した。

### アンハルト＝ケーテン＝プレス侯

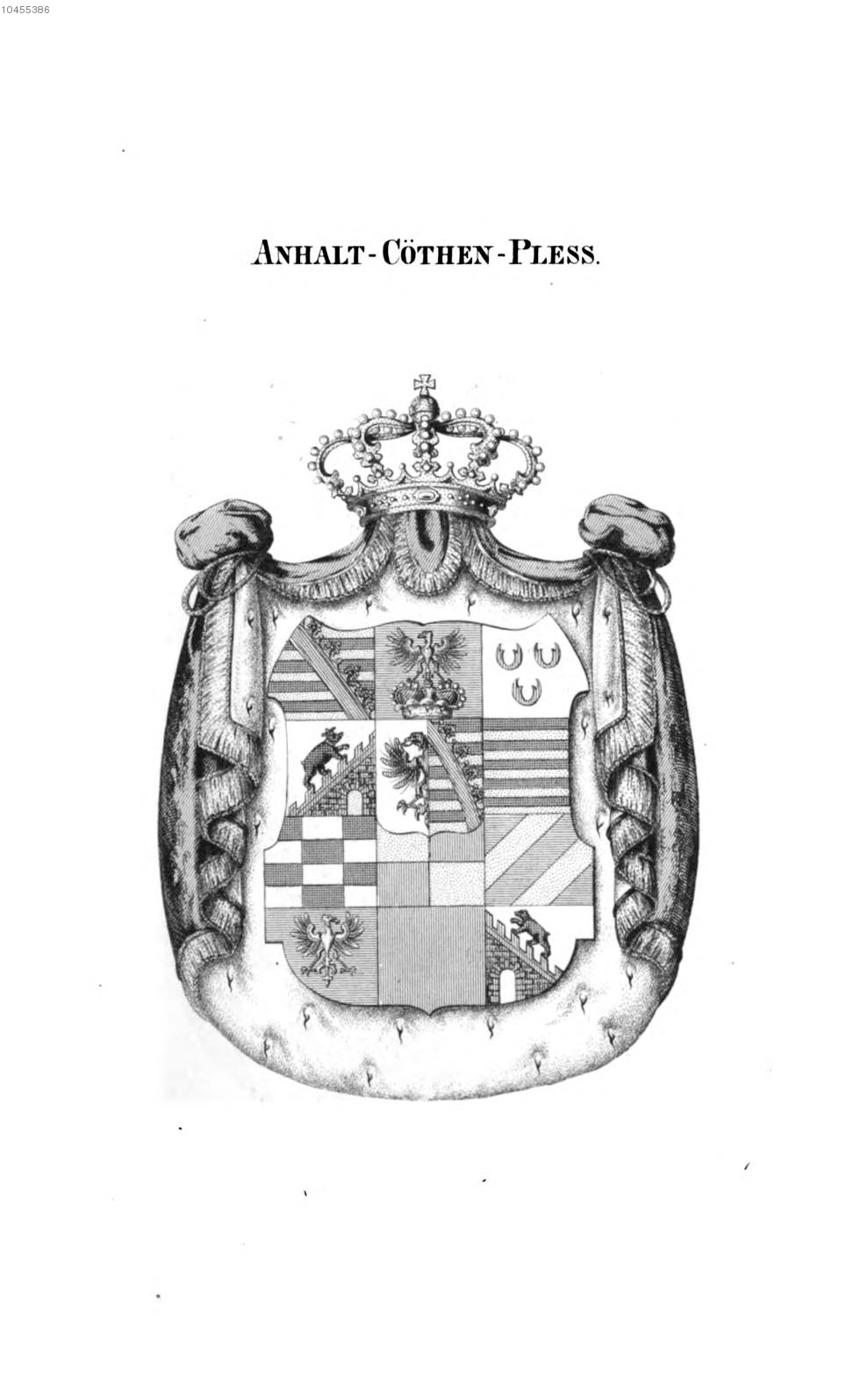
アンハルト＝ケーテン＝プレス侯の紋章

1765年、アウグスト・ルートヴィヒの末息子フリードリヒ・エルトマンは、母方の叔父であるプロムニッツ伯ヨハン・エルトマンよりプレス公領のシレジア領を譲り受けた。その時から、自らアンハルト＝ケーテン＝プレス侯と名乗った。
フリードリヒ・エルトマンの息子フェルディナント・フリードリヒが1797年に侯位を継承した。1818年にアンハルト＝ケーテン公ルートヴィヒ・アウグストが早世すると、フェルディナント・フリードリヒはアンハルト＝ケーテン公位を継承した。その後、プレス侯領を弟のハインリヒに譲った。
1830年にフェルディナント・フリードリヒが亡くなると、弟ハインリヒが跡を継いでアンハルト＝ケーテン公となった。ハインリヒはプレスを末弟ルートヴィヒに譲ったが、ルートヴィヒは1841年に先に亡くなった。1847年にハインリヒが死去すると、アンハルト＝ケーテンの家系は断絶し、全ての領土はアンハルト＝デッサウ公レオポルト4世の手に渡った。

## 歴代領主

### 侯爵（Fürst, 1396年 - 1562年）
- アルブレヒト4世（1396年 - 1423年）
- アドルフ1世（1423年 - 1473年）
- ヴァルデマール5世（1423年 - 1436年） - 共同摂政
- ヴァルデマール6世（1471年 - 1508年）
- アルブレヒト6世（1473年 - 1475年）
- フィリップ（1475年 - 1500年）
- マグヌス（1475年 - 1508年） - 共同摂政
- アドルフ2世（1475年 - 1508年） - 共同摂政
- ヴォルフガング（1508年 - 1562年）

1562年にアンハルト＝ツェルプスト侯ヨアヒム・エルンストに譲られる

### 侯爵（Fürst, 1603年 - 1806年）
- ルートヴィヒ（1603年 - 1650年）
  - アウグスト・フォン・アンハルト＝プレッツカウ - 摂政（1650年 - 1653年）
  - レープレヒト・フォン・アンハルト＝プレッツカウとエマヌエル・フォン・アンハルト＝プレッツカウ - 摂政（1653年 - 1659年）
- ヴィルヘルム・ルートヴィヒ（1650年 - 1665年）
- レープレヒト（1665年 - 1669年）
- エマヌエル（1665年 - 1670年） - 共同統治
  - アンナ・エレオノーレ・フォン・シュトルベルク＝ヴェルニゲローデ - 摂政（1670年 - 1690年）
  - ヨハン・ゲオルク2世・フォン・アンハルト＝デッサウ - 摂政（1690年 - 1692年）
- エマヌエル・レープレヒト（1671年 - 1704年）
  - ギーゼラ・アグネス・フォン・ラート - 摂政（1704年 - 1715年）
- レオポルト（1704年 - 1728年）
- アウグスト・ルートヴィヒ（1728年 - 1755年）
- カール・ゲオルク・レープレヒト（1755年 - 1789年）
- アウグスト・クリスティアン・フリードリヒ（1789年 - 1806年）

1806年に公爵に昇格

### 公爵（1806年 - 1847年）

アンハルト＝ケーテン公の紋章（1846年）

- アウグスト・クリスティアン・フリードリヒ（1806年 - 1812年）
- ルートヴィヒ・アウグスト・カール・フリードリヒ・エミール（1812年 - 1818年）
  - レオポルト3世 - 摂政（1812年 - 1817年）
  - レオポルト4世 - 摂政（1817年 - 1818年）
- フェルディナント・フリードリヒ（1818年 - 1830年）
- ハインリヒ（1830年 - 1847年）

1847年にアンハルト＝デッサウ公レオポルト4世が継承